# Поліетилен
Поліетиле́н (-СН2–СН2-)n —  полімер аліфатичного органічного вуглеводня олефінового ряду етилену. Термопластичний насичений полімерний вуглеводень; твердий, безбарвний, жирний на дотик матеріал. Легший за воду, горить повільно синюватим полум'ям без кіптяви. Є одним із найпоширеніших пластиків у світі, загальне річне виробництво станом на 2008 рік становило близько 80 мільйонів тон.
Використовується для виробництва матеріалів і виробів для пакування — плівки і пластикових пакетів з неї, ємностей (пляшок, каністр тощо). Також використовується для виробництва труб, як ізолюючий матеріал в електротехнічній та радіоелектронній промисловості, при виробництві кабелів, матеріалів для гідроізоляції (геомембран).

## Властивості
Стійкий до дії води, не реагує з лугами будь-якої концентрації, з розчинами нейтральних, кислих і основних солей, органічними і неорганічними кислотами, навіть концентрованою сірчаною кислотою, але розкладається при дії 50%-вої азотної кислоти при кімнатній температурі і під впливом рідкого чи газоподібного хлору і фтору. При температурі вище 70 °C він набухає та розчиняється у хлорованих і ароматичних вуглеводнях.
При кімнатній температурі не розчиняється і не набухає в жодному з відомих розчинників. При підвищеній температурі (80° C) розчинний в циклогексані і чотирихлористому вуглеці. Під високим тиском може бути розчинений в перегрітій до 180° C воді.
З часом розкладається з утворенням поперечних міжланцюгових зв'язків, що призводить до підвищення крихкості на тлі невеликого збільшення міцності. Нестабілізований поліетилен на повітрі піддається термоокислювальній деструкції (термостарінню). Термостаріння поліетилену проходить за радикальним механізмом, супроводжується виділенням альдегідів, кетонів, перекису водню та ін.

## Застосування
Поліетилен є найдешевшим матеріалом із групи поліолефінів. Його обсяг у загальному виробництві поліолефінів становить 75—78 %.
Поліетилен біологічно нешкідливий, тому він широко застосовується у медицині, у житловому будівництві. Завдяки високій хімічній стійкості поліетилен широко застосовується в хімічній промисловості для виробництва пластикових труб, частин різних апаратів, внутрішньої футеровки місткостей для зберігання кислот тощо. Поліетилен застосовується також в електротехнічній, електрокабельній і радіотехнічній промисловості як високоякісний і високочастотний діелектрик. Значна частина поліетилену йде на виготовлення водопровідних труб, а також різних побутових предметів — поліетиленових плівок, бутелів, пробок тощо.
ПЕНТ має кращі фізико-механічні показники, ніж ПЕВТ. Більша частина ПЕВТ використовується для виготовлення плівки та листів, а також основної частини пакувальних матеріалів, ПЕНТ — ізоляції проводів і виготовлення виробів шляхом лиття пластмас під тиском. Він експлуатується при температурах від –80 до +60 °C (ПЕВТ) і до 100 °C (ПЕНТ).

## Отримання поліетилену
Якщо етилен нагріти до 150—200 °С і піддати високому тиску, його молекули (в присутності ініціатора [Архівовано 25 січня 2021 у Wayback Machine.]) почнуть сполучатися одна з одною у великі молекули. Сполучення молекул відбувається за рахунок розриву в кожній з них подвійних зв'язків з утворенням одинарних й вивільненням двох одиниць валентності. Молекули поліетилену мають лінійну структуру. На кінцях полімерних молекул (валентності не залишаються вільними, як це показано на схемі) розташовані так звані кінцеві групи (частини молекул ініціатора).
Будову молекул полімеру зображають звичайно скорочено — структурою однієї елементарної ланки. Скорочена структурна формула поліетилену:
[ —CH2—CH2— ]n
Число n показує, скільки молекул мономеру сполучається в молекулу полімеру. Це число називають коефіцієнтом полімеризації.
Різні молекули даного полімеру складаються з різного числа молекул мономеру, тому молекулярні маси різних молекул даного полімеру різні. В галузі полімерних сполук молекулярна маса показує середню величину, а не масу кожної окремої молекули, яка може значно відрізнятися від середньої молекулярної маси.
Середня молекулярна маса полімеру може істотно змінюватися залежно від умов його одержання, а разом із тим змінюються і властивості полімеру.
Поліетилен низької щільності (PE-LD) або поліетилен високого тиску (ПЕВТ) отримують радикальною полімеризацією етилену при високому тиску (150—300 МПа) при температурі 200—260 °C. При цьому утворюється твердий поліетилен з довжиною ланцюжків макромолекул до 5000—6000 елементарних ланок і з середньою молекулярною масою понад 150 000 а.о.м. Густина (щільність) матеріалу складає 0,91—0,93 г/см3.
Поліетилен високої щільності (PE-HD, або HDPE) або поліетилен низького тиску (ПЕНТ) отримують у гетерогенному середовищі полімеризацією етилену при температурі 70-80 °C і тиску 245 МПа. Молекули полімеру містять 1500—2000 елементарних ланок, середня молекулярна маса досягає 56 000 а. о. м. У промисловості поліетилен низького тиску отримують за напівбезперервною та безперервною схемами у присутності  AL2(C2H5)6/TiCl4. Густина такого поліетилену — близько 0,95 г/см3.